# Natuurpark Sierra de Baza

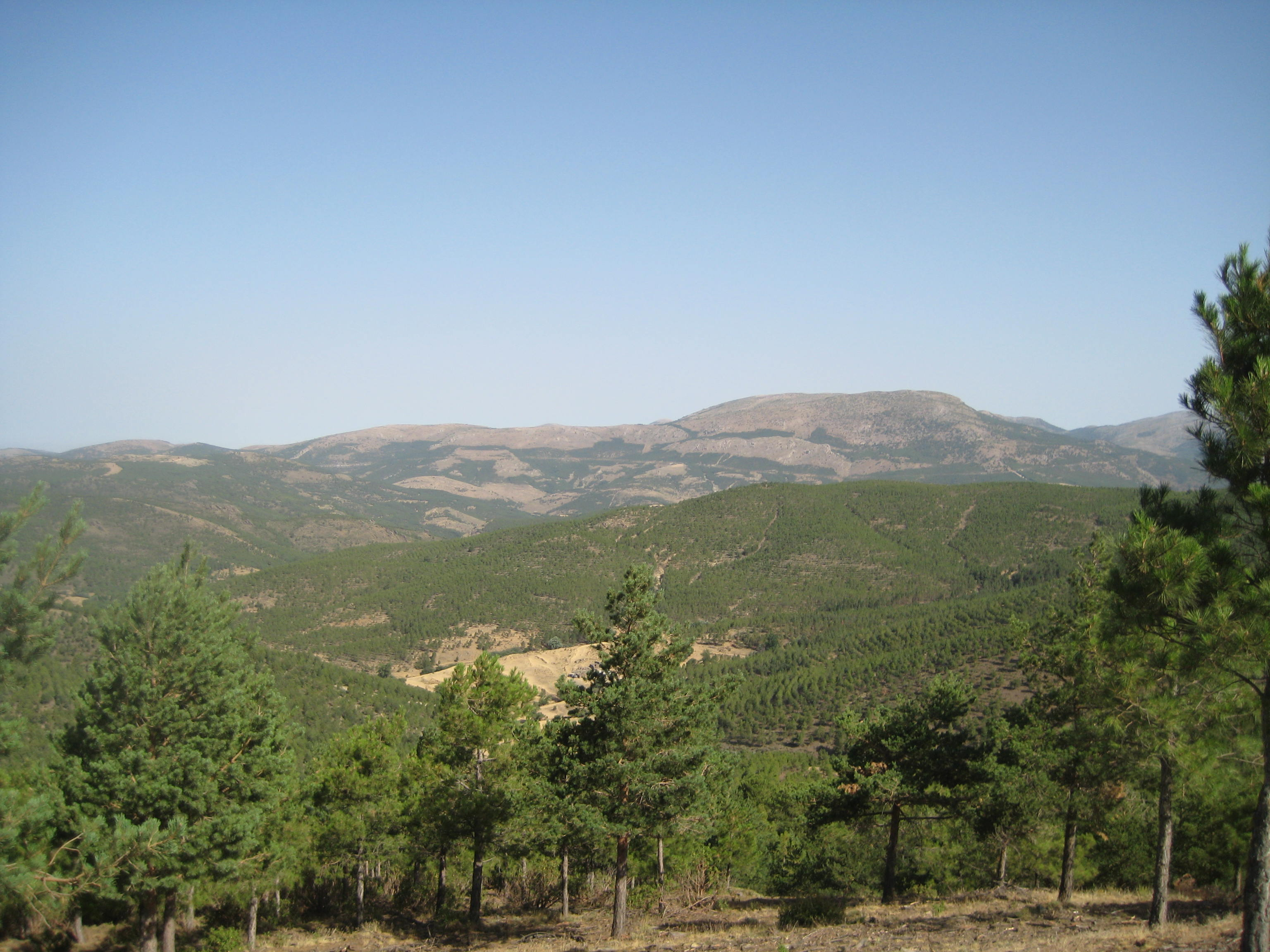

Het Natuurpark Sierra de Baza (Spaans: Parque natural de la Sierra de Baza) is een natuurpark in Andalusië in Spanje. Het natuurpark werd opgericht in 1989 en is 53649 hectare groot. Het natuurpark omvat het Sierra de Baza-gebergte met bossen. In het park komt edelhert voor. 